# Hontianske Moravce
Hontianske Moravce (in ungherese Hontmarót) è un comune della Slovacchia facente parte del distretto di Krupina, nella regione di Banská Bystrica.